# Santander Jiménez
Santander Jiménez es una localidad situada en el estado mexicano de Tamaulipas, cabecera y mayor localidad del municipio de Jiménez.
Durante la época virreinal fungió como la capital del Nuevo Santander.

## Geografía

### Ubicación
Santander Jiménez se localiza en el municipio de Jiménez en Tamaulipas, se sitúa en las coordenadas 24°13′05″N 28°29′09″O / 24.21806, -28.48583, está a una altitud promedio de 113 metros sobre el nivel del mar (m s. n. m.).

### Clima
Santander Jiménez tiene una temperatura media anual de 24.3 °C. La temperatura más alta registrada fue de 48 °C la fecha 6 de agosto de 2002, y temperatura mínima registrada fue de -6.0 °C la fecha 24 de diciembre de 1989.
| Parámetros climáticos promedio de Santander Jiménez | Parámetros climáticos promedio de Santander Jiménez | Parámetros climáticos promedio de Santander Jiménez | Parámetros climáticos promedio de Santander Jiménez | Parámetros climáticos promedio de Santander Jiménez | Parámetros climáticos promedio de Santander Jiménez | Parámetros climáticos promedio de Santander Jiménez | Parámetros climáticos promedio de Santander Jiménez | Parámetros climáticos promedio de Santander Jiménez | Parámetros climáticos promedio de Santander Jiménez | Parámetros climáticos promedio de Santander Jiménez | Parámetros climáticos promedio de Santander Jiménez | Parámetros climáticos promedio de Santander Jiménez | Parámetros climáticos promedio de Santander Jiménez |
| Mes                                                 | Ene.                                                | Feb.                                                | Mar.                                                | Abr.                                                | May.                                                | Jun.                                                | Jul.                                                | Ago.                                                | Sep.                                                | Oct.                                                | Nov.                                                | Dic.                                                | Anual                                               |
| --------------------------------------------------- | --------------------------------------------------- | --------------------------------------------------- | --------------------------------------------------- | --------------------------------------------------- | --------------------------------------------------- | --------------------------------------------------- | --------------------------------------------------- | --------------------------------------------------- | --------------------------------------------------- | --------------------------------------------------- | --------------------------------------------------- | --------------------------------------------------- | --------------------------------------------------- |
| Temp. máx. abs. (°C)                                | 40.0                                                | 41.0                                                | 43.0                                                | 46.5                                                | 44.0                                                | 45.5                                                | 43.0                                                | 48.0                                                | 43.0                                                | 41.0                                                | 39.0                                                | 39.0                                                | 48.0                                                |
| Temp. máx. media (°C)                               | 23.1                                                | 25.7                                                | 29.5                                                | 33.0                                                | 34.8                                                | 35.7                                                | 35.9                                                | 36.4                                                | 33.7                                                | 30.8                                                | 27.3                                                | 23.8                                                | 30.8                                                |
| Temp. media (°C)                                    | 16.6                                                | 18.6                                                | 22.2                                                | 25.9                                                | 28.4                                                | 29.5                                                | 29.5                                                | 29.7                                                | 27.9                                                | 25.7                                                | 20.9                                                | 17.5                                                | 24.3                                                |
| Temp. mín. media (°C)                               | 10.1                                                | 11.4                                                | 14.9                                                | 18.8                                                | 21.9                                                | 23.4                                                | 23.0                                                | 23.0                                                | 22.1                                                | 18.6                                                | 14.5                                                | 11.1                                                | 17.7                                                |
| Temp. mín. abs. (°C)                                | -3.0                                                | -2.0                                                | 1.0                                                 | 5.0                                                 | 10.5                                                | 12.0                                                | 11.0                                                | 16.0                                                | 10.0                                                | 1.0                                                 | 0.0                                                 | -6.0                                                | -6.0                                                |
| Precipitación total (mm)                            | 26.3                                                | 17.6                                                | 16.4                                                | 35.9                                                | 73.2                                                | 91.2                                                | 71.8                                                | 88.0                                                | 115.7                                               | 54.6                                                | 20.6                                                | 23.3                                                | 634.6                                               |
| Días de precipitaciones (≥ 1 mm)                    | 3.8                                                 | 2.8                                                 | 2.0                                                 | 3.0                                                 | 4.6                                                 | 5.6                                                 | 4.3                                                 | 5.4                                                 | 7.4                                                 | 4.4                                                 | 2.6                                                 | 3.2                                                 | 49.1                                                |
| Fuente: Servicio Meteorológico Nacional             |                                                     |                                                     |                                                     |                                                     |                                                     |                                                     |                                                     |                                                     |                                                     |                                                     |                                                     |                                                     |                                                     |

## Demografía
Santander Jiménez tiene alrededor de 4,368 de los cuales 2,234 son mujeres y 2,134 son hombres.
De acuerdo al censo del año 2020 la población por edades fue, de 0 a 14 años, 1,052 personas, de 15 a 64 años, 2,804 personas, 65 años y más, 512 personas.